# قطعنامه ۳۱۴ شورای امنیت
قطعنامه ۳۱۴ شورای امنیت سازمان ملل متحد که در تاریخ ۲۸ فوریه ۱۹۷۲ تصویب شد، سندی بین‌المللی دربارهٔ مسئلهٔ در رابطه با وضعیت در رودزیای جنوبی است. این قطعنامه طی نشست ۱٬۶۴۵ام
با ۱۳ موافق،۰ مخالف و۲ ممتنع تصویب شد.